# 庫馬尼夫卡
49°39′4″N 28°42′0″E / 49.65111°N 28.70000°E
庫馬尼夫卡（烏克蘭語：Куманівка），是烏克蘭的村落，位於該國西南部文尼察州，由赫米利尼克區負責管轄，始建於1849年，面積12.56平方公里，海拔高度280米，2001年人口413。